# Sava Šumanović
Sava Šumanović (en serbio: Сава Шумановић: Сава Шумановић 22 de enero de 1896 – 30 de agosto de 1942) fue un pintor serbio del siglo XX. Se le considera uno de los pintores serbios más importantes del siglo XX. Murió durante el  genocidio contra los  serbios en el Estado independiente de Croacia.

## Carrera artística
Sava Šumanović nació en 1896 en Vinkovci, dónde su padre trabajaba como ingeniero. Se graduó en el instituto de Zemun, en la orilla del Danubio opuesta a Belgrado. Fue ahí donde comenzó a pintar. Se matriculó en la Escuela de Artes y Oficios de Zagreb y vivió varios años en París, para varios años, desde 1920. Su profesor en París fue André Lhote y Šumanović trabó amistado con artistas como Amedeo Modigliani, Max Jacob y escritores y artistas serbios en París como Rastko Petrović.
Tras una ausencia de París (1924-1925), Šumanović regresó a la capital francesa a finales de 1925, y se quedó otra vez varios años, recibiendo influencias de Matisse. Šumanović regresó a Serbia y la ciudad de Šid en 1928 y después de otro año en París, se asentó finalmente allí en 1930. Su mayor exposición fue en la Nueva Universidad de Belgrado en 1939, donde  expuso aproximadamente 410 pinturas mayoritariamente de su periodo en Šid. Fue su primer éxito importante tras muchos años. Vivía tranquilamente en Šid hasta el estallido de la Segunda Guerra Mundial en el Reino de Yugoslavia en abril de 1941, cuándo el Estado Independiente de Croacia, dirigido por el partido fascista croata  Ustaše, empezó un genocidio contra serbios y judíos en 1941.
La policía fascista arrestó a Šumanović para usarlo como rehén junto a otros 150 ciudadanos serbios y les llevó a un campo de concentración en Sremska Mitrovica. Šumanović fue ejecutado allí el 30 de agosto de 1942, junto con muchos otro serbios y enterrado en una tumba común en un cementerio serbio ortodoxo .

## Estilo artístico
Su estilo artístico temprano estuvo caracterizado por varias influencias, ante todo cubistas, pero también fovistas y expresionistas. En sus trabajos más tardíos, Sava Šumanović desarrolló su propia y original expresión artística, la cual sencillamente denominó "la manera  sé y puede."  Debido sus  innovaciones y su estilo único, Šumanović es descrito como uno de los pintores serbios más prominentes del siglo XX así como un pintor importante del Reino de Yugoslavia.
Un museo dedicado a su vida y obra se halla en Šid (Shid) Serbia. Sus obras también se exponen en los museos de Belgrado, la capital de Serbia, y Novi Sad.
Una galería dedicada a Šumanović fue establecido en 1952 basada en un regalo de Persida Šumanović, la madre del pintor. El legado de 417 obras de arte, de las que 356 son pinturas al óleo  está localizado en la casa de la familia Šumanović (también usado por un tribunal).
También parte de la galería es la Casa Conmemorativa de Sava Šumanović, así como colecciones arqueológicas. El círculo artístico “Sava Šumanović,” de pintores amateurs locales, también opera dentro de la galería. Diez años después de la fundación de la galería, comenzó la celebración de un memorial en honor del pintor, repetido cada tres años.

## Obras selectas

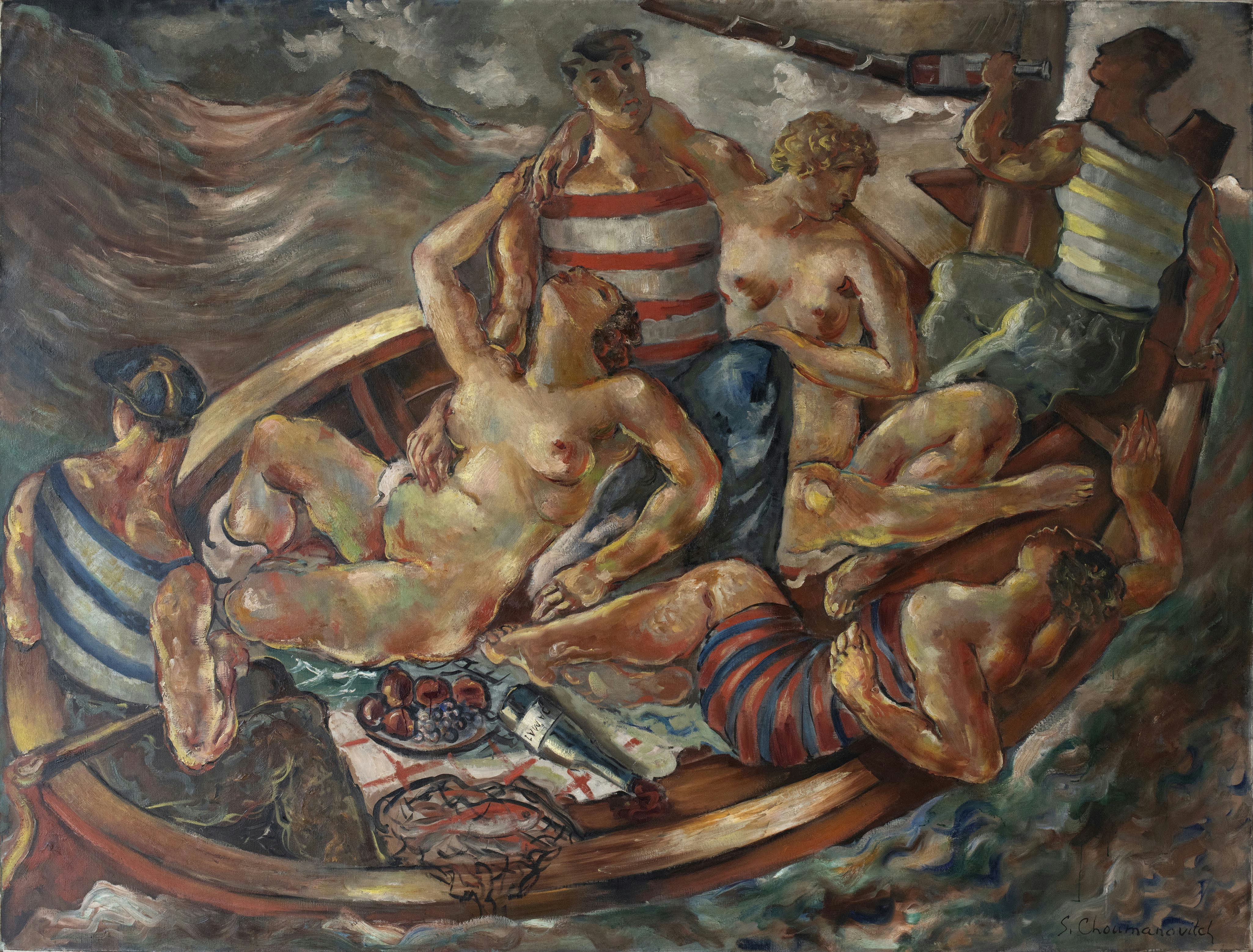
Pijana lađa (1927)
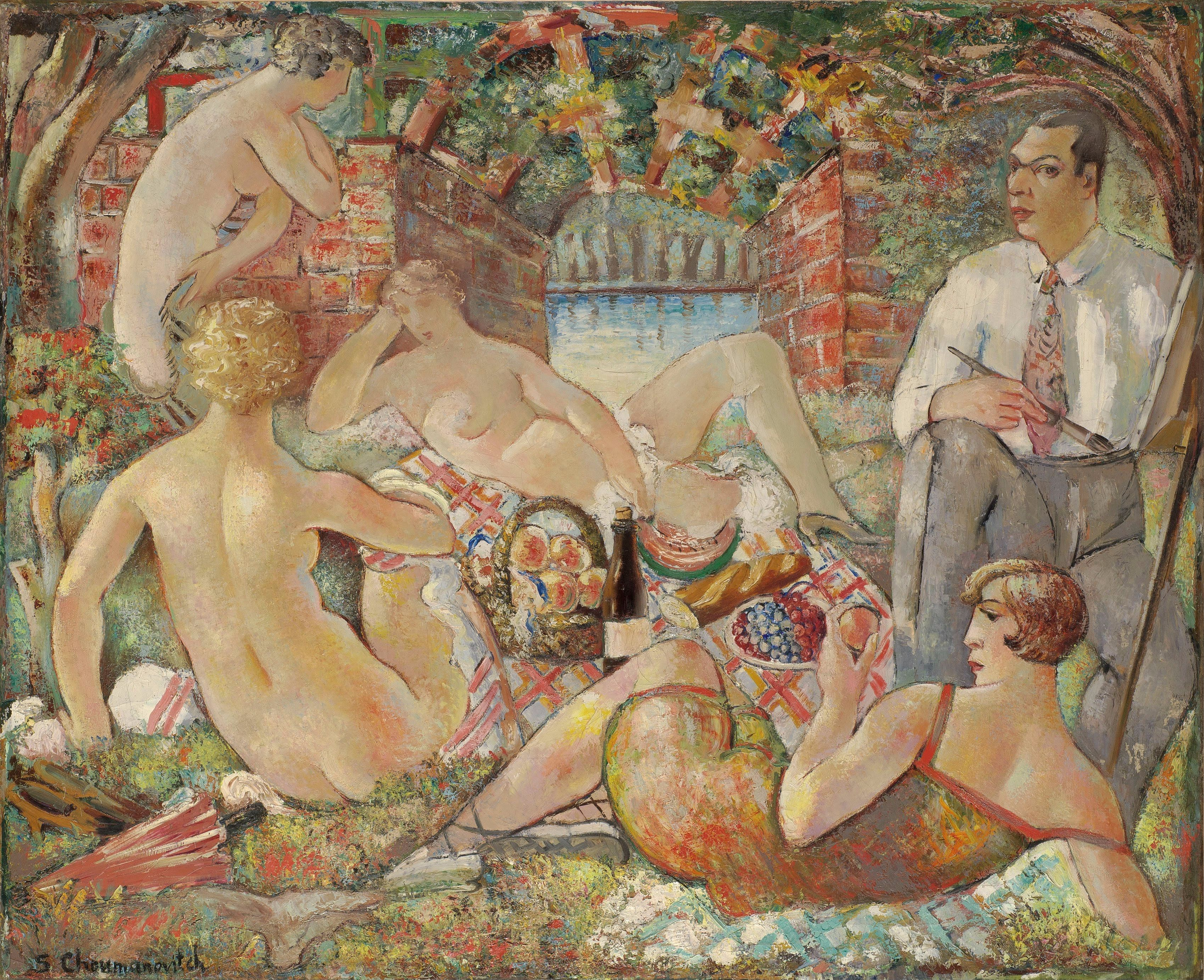
Luncheon on the Grass (1927)
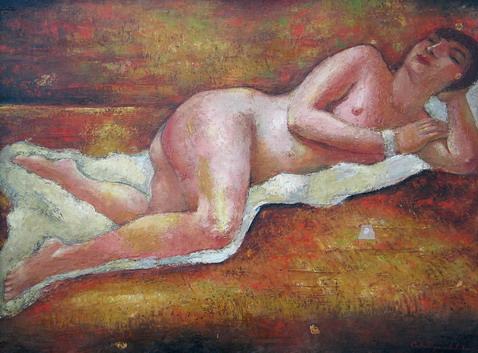
Morning (1929)
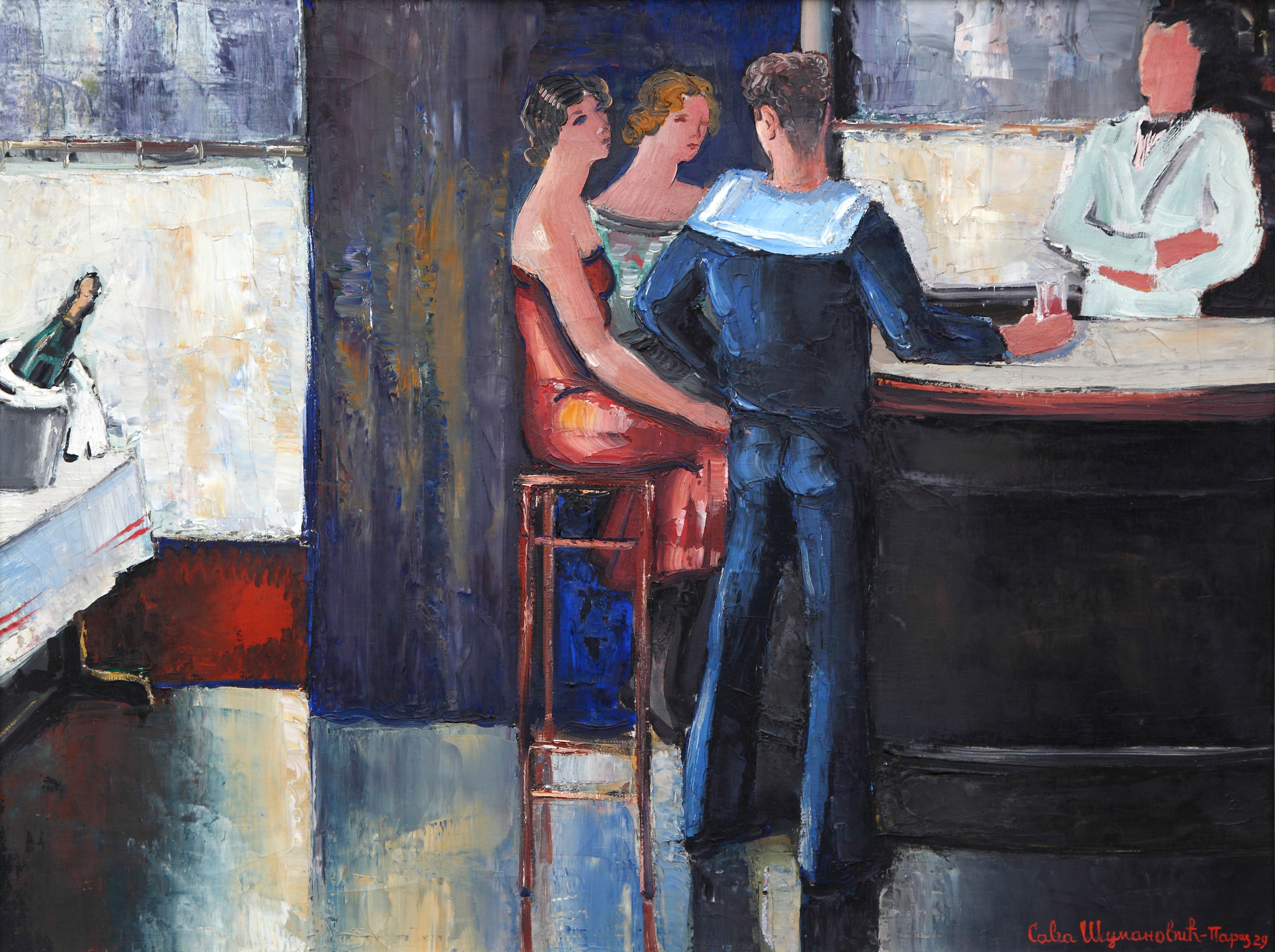
Bar u Parizu (1929)
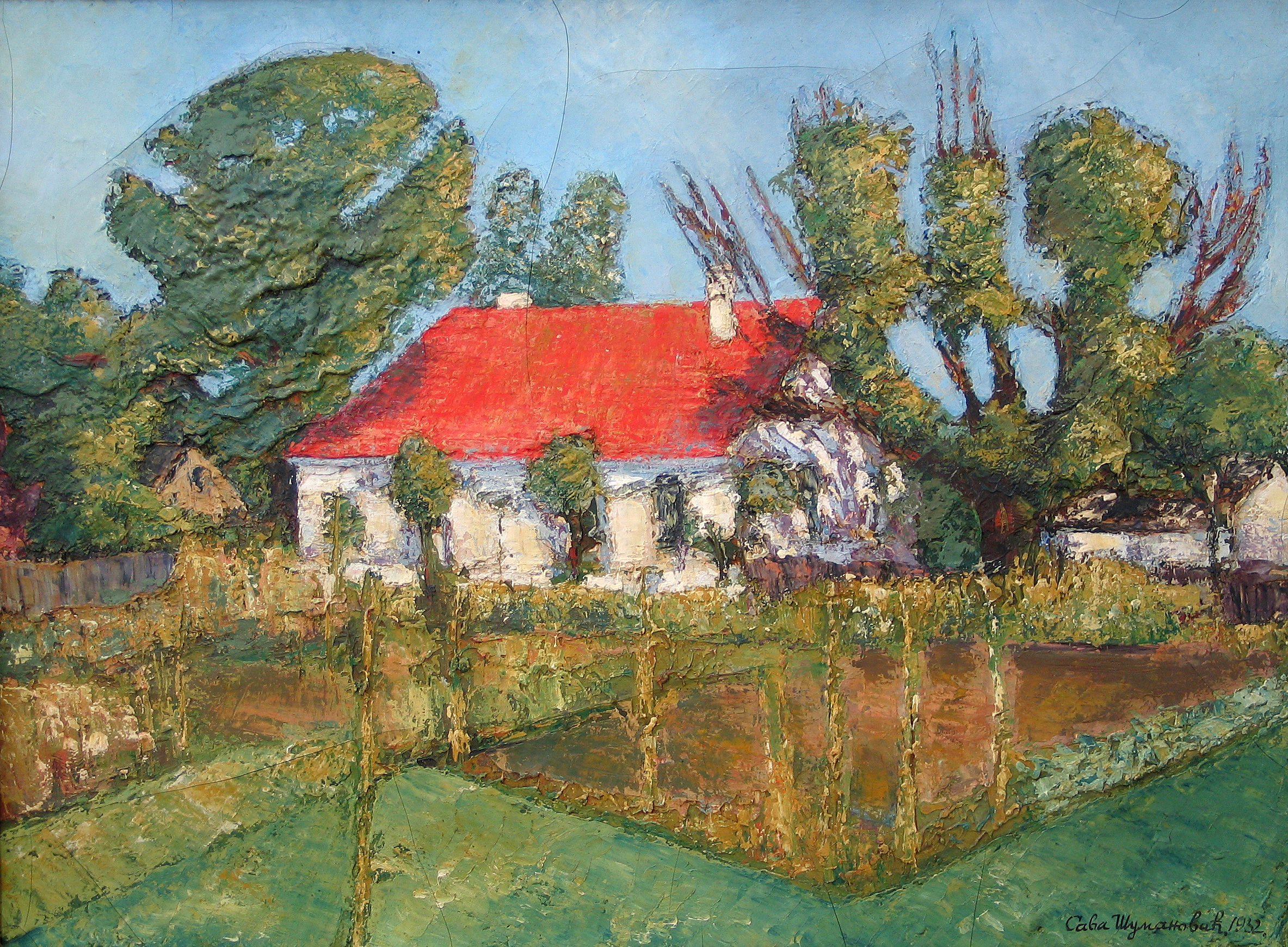
Seoska kuća (1932)
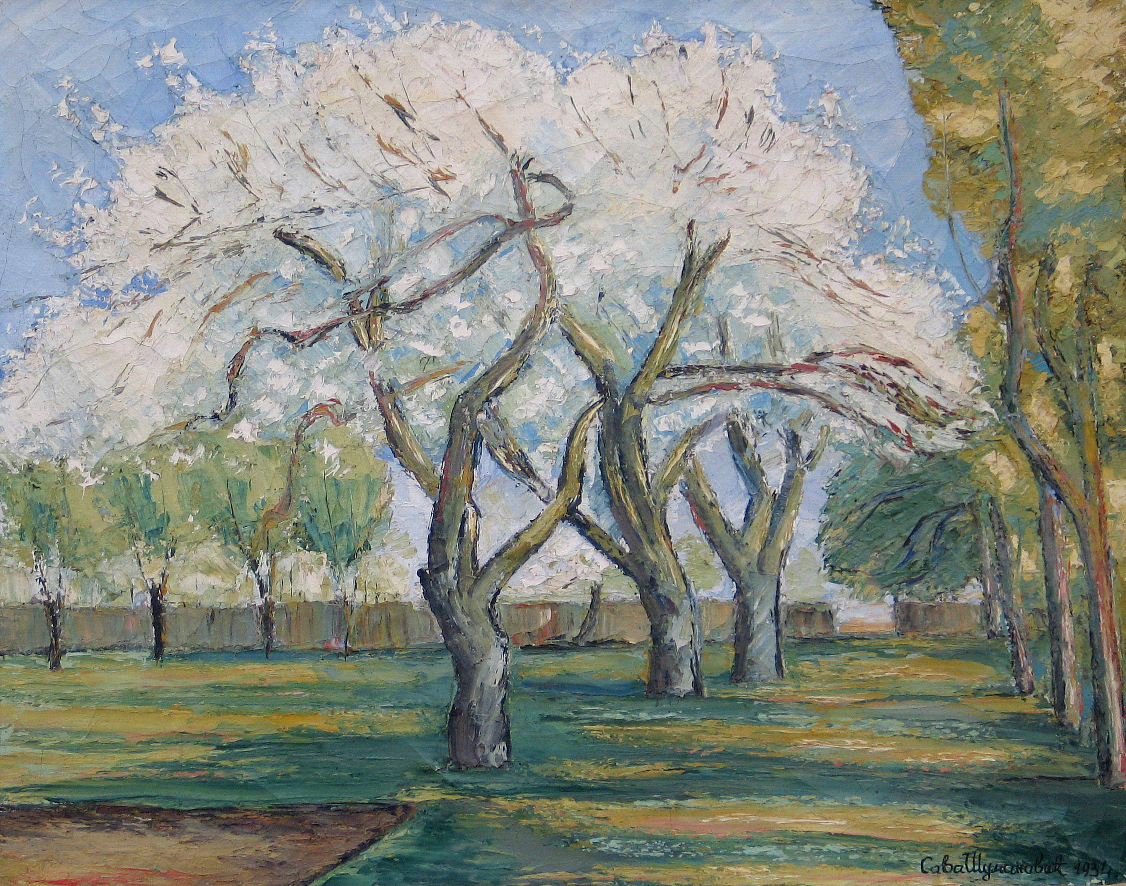
Proleće u šidskim baštama (1934)
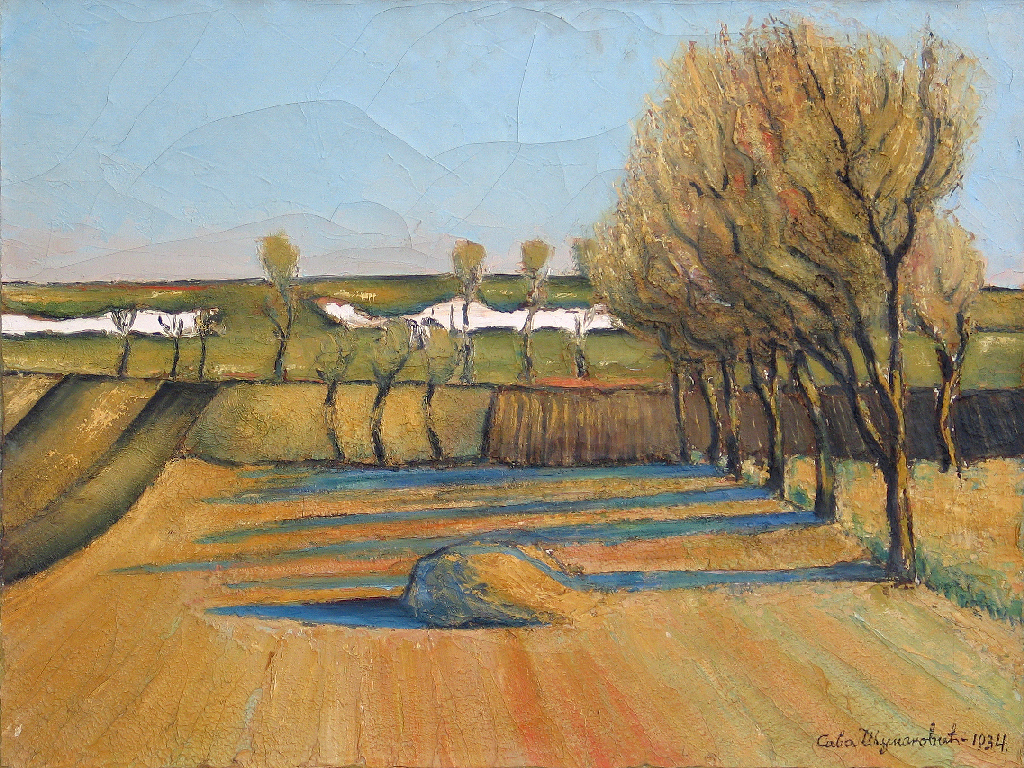
Pred proleće (1934)
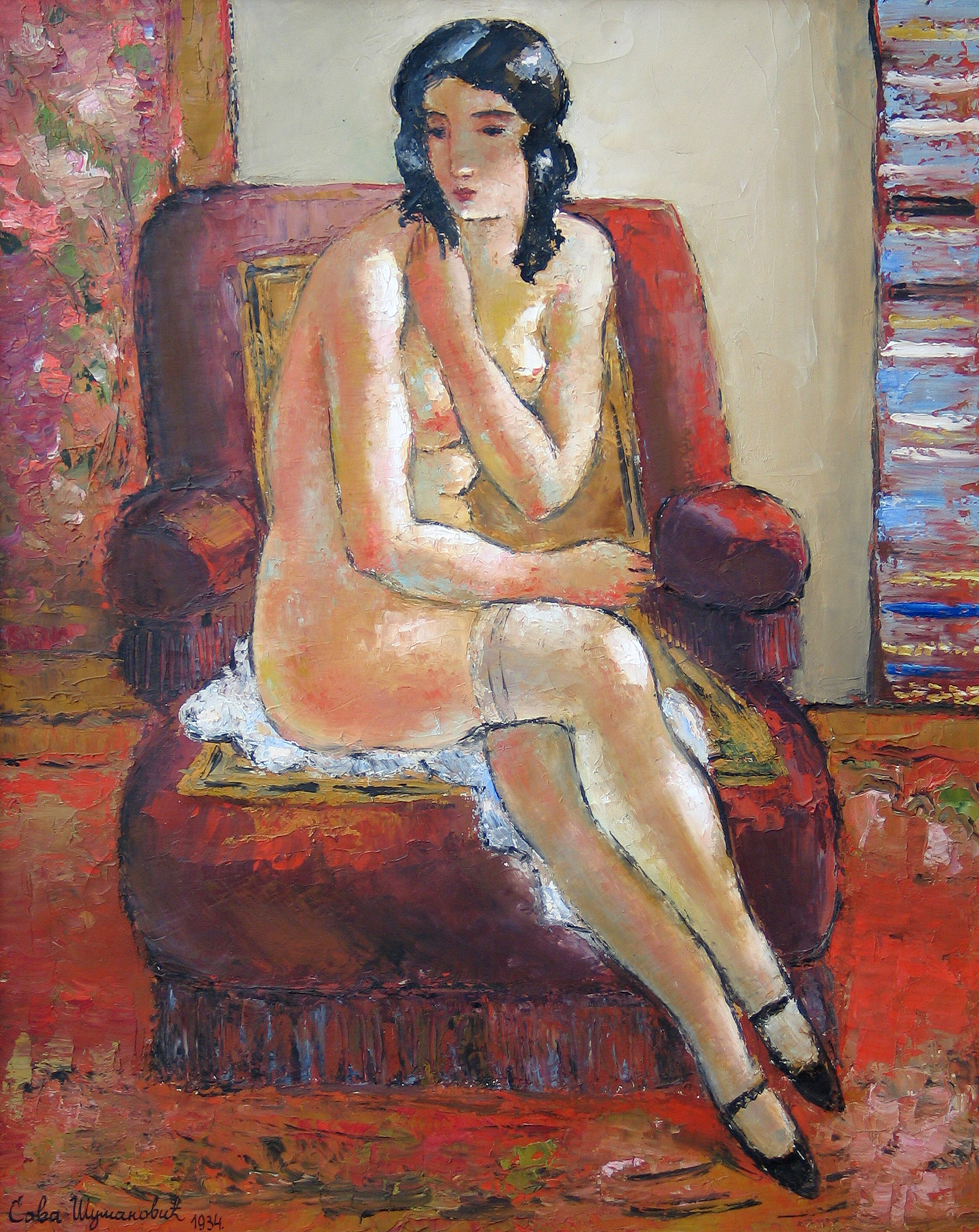
Ženski akt u crvenoj fotelji (1934)
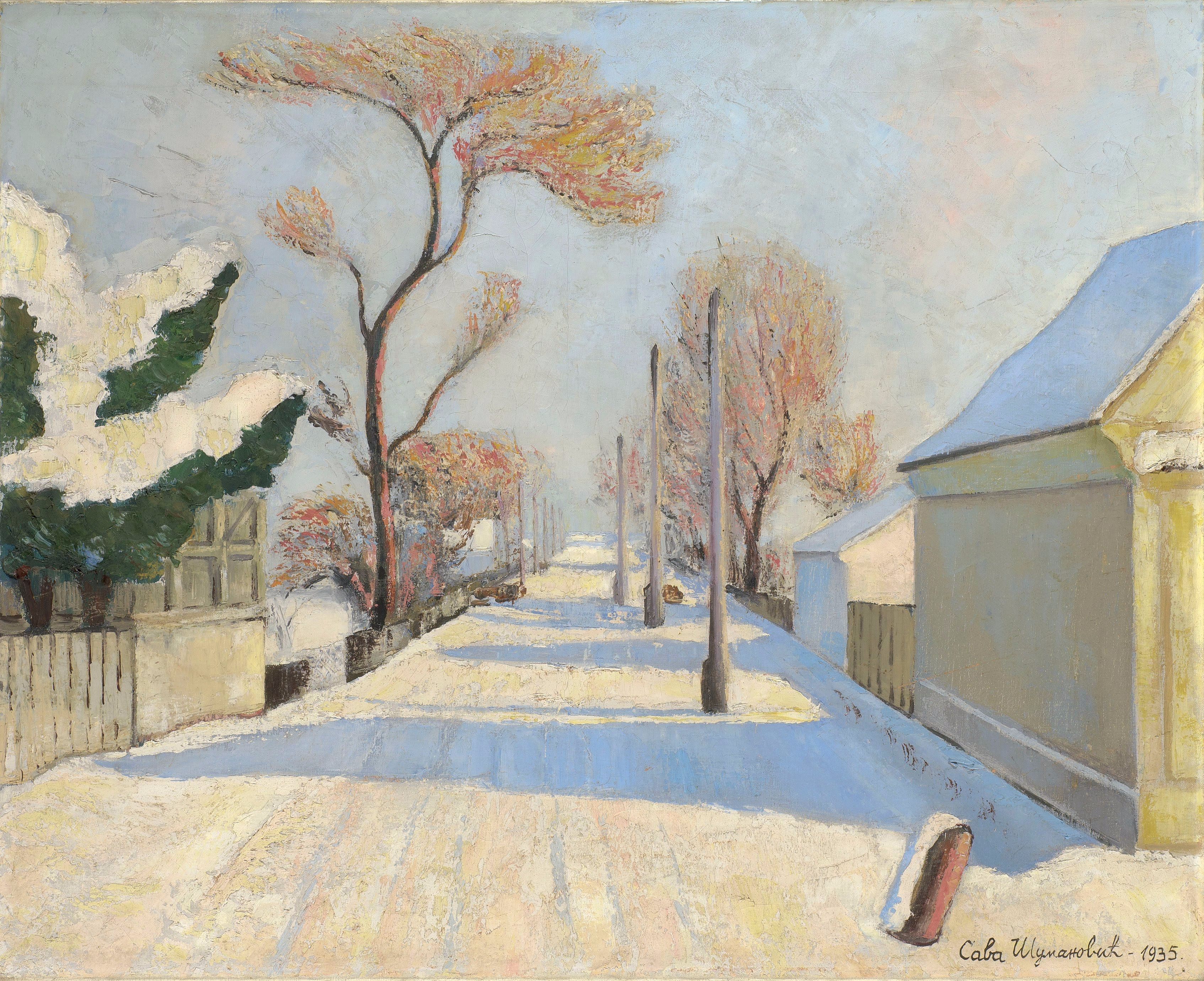
Šid under Snow (1935)
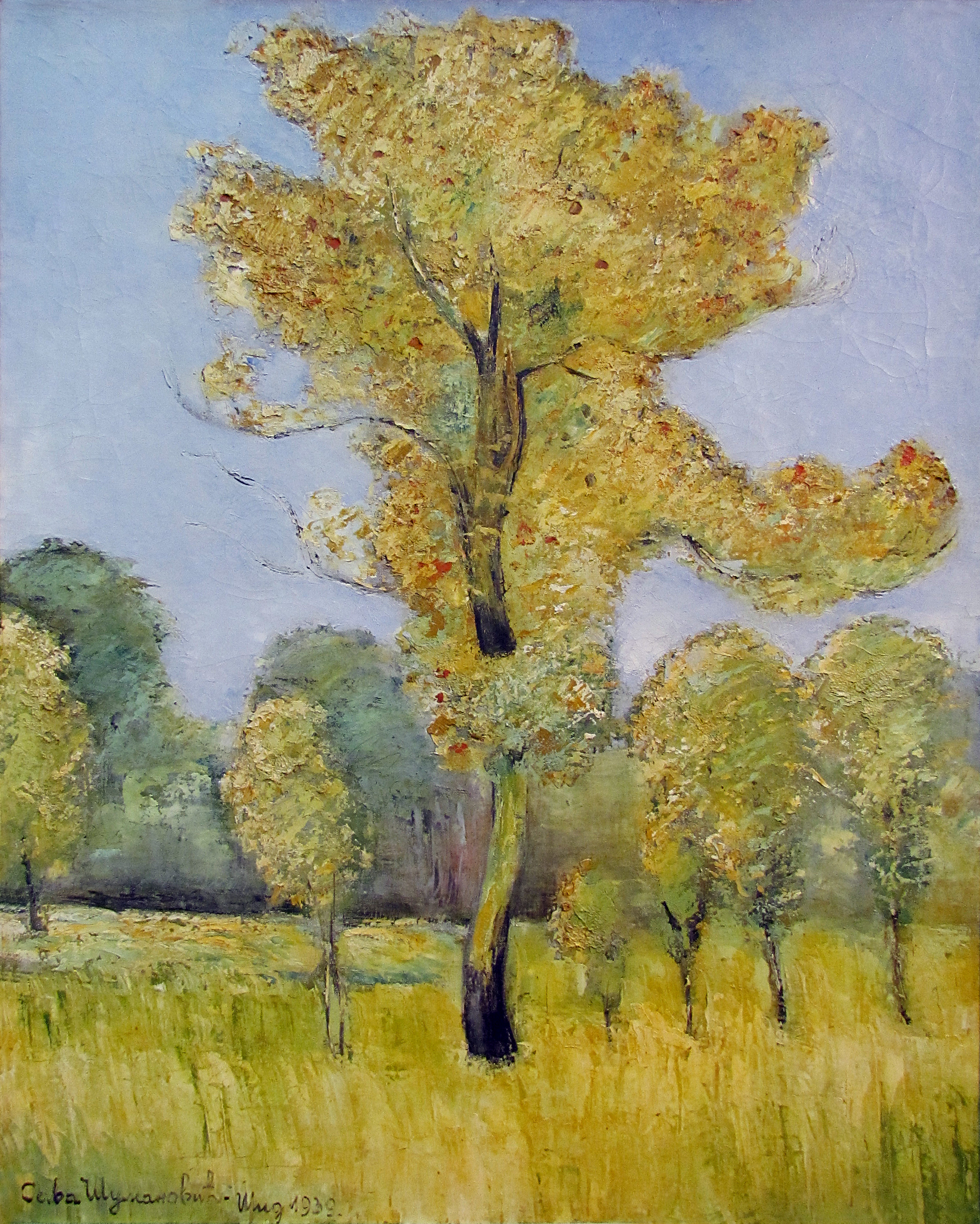
Elm (1939)